# Lomaspilis
Lomaspilis är ett släkte av fjärilar som beskrevs av Jacob Hübner 1825. Lomaspilis ingår i familjen mätare.

## Bildgalleri

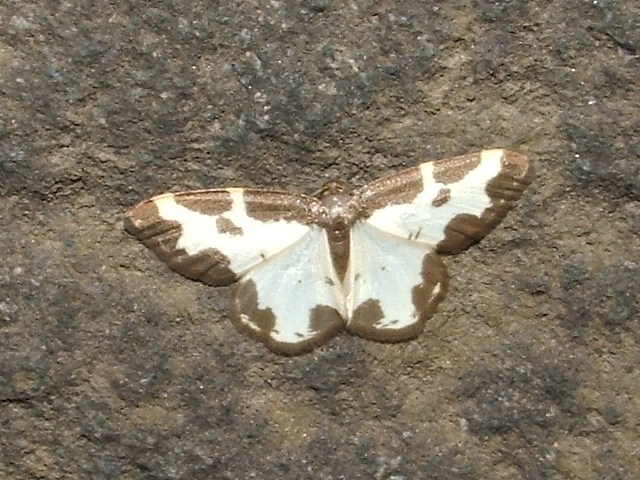
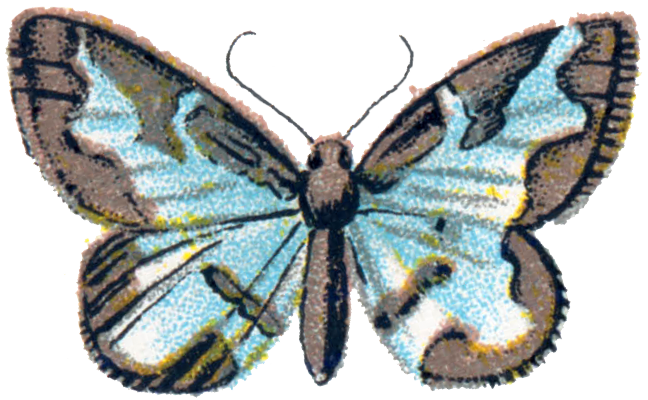
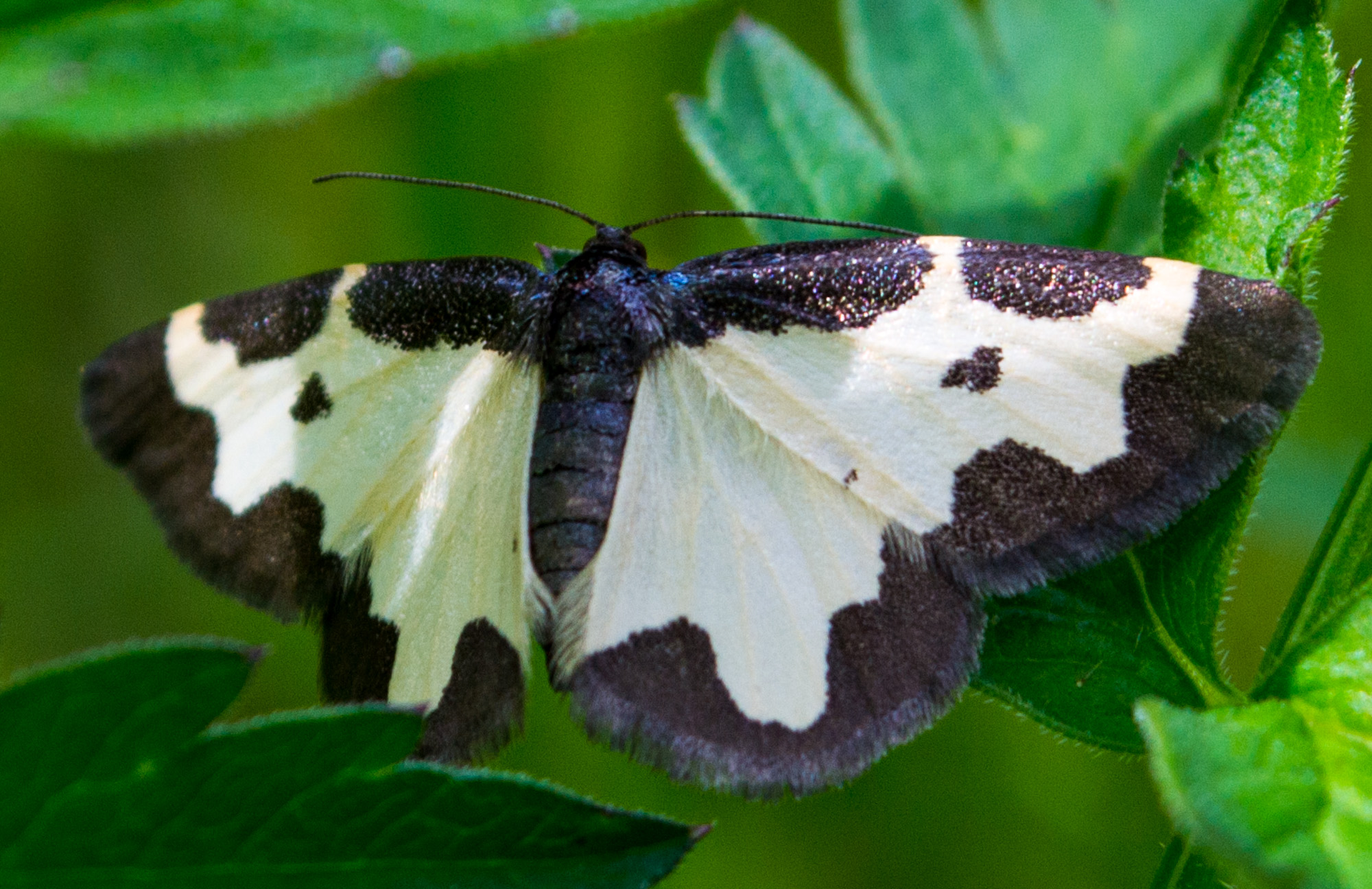
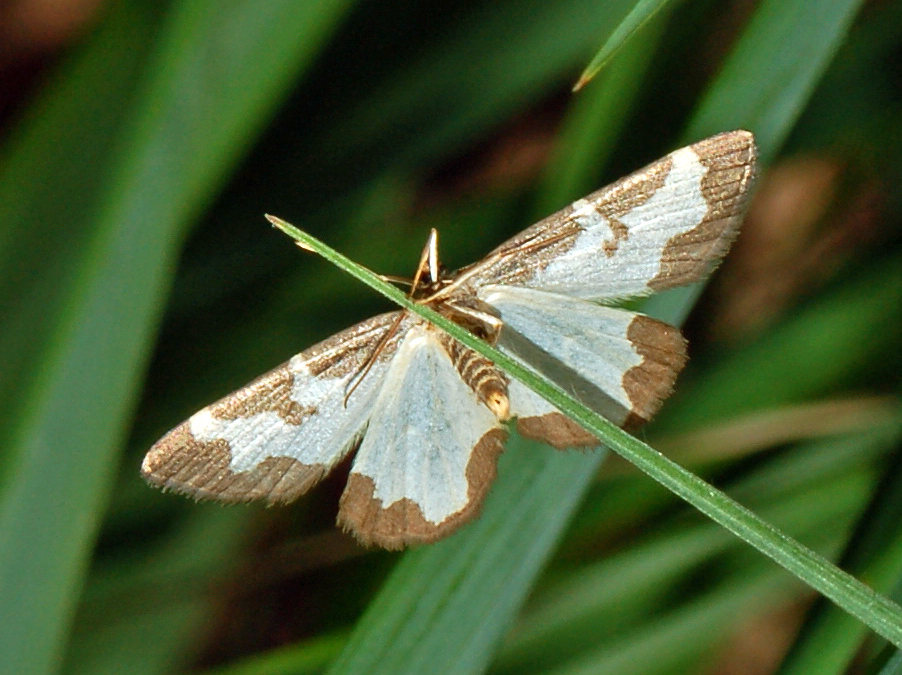
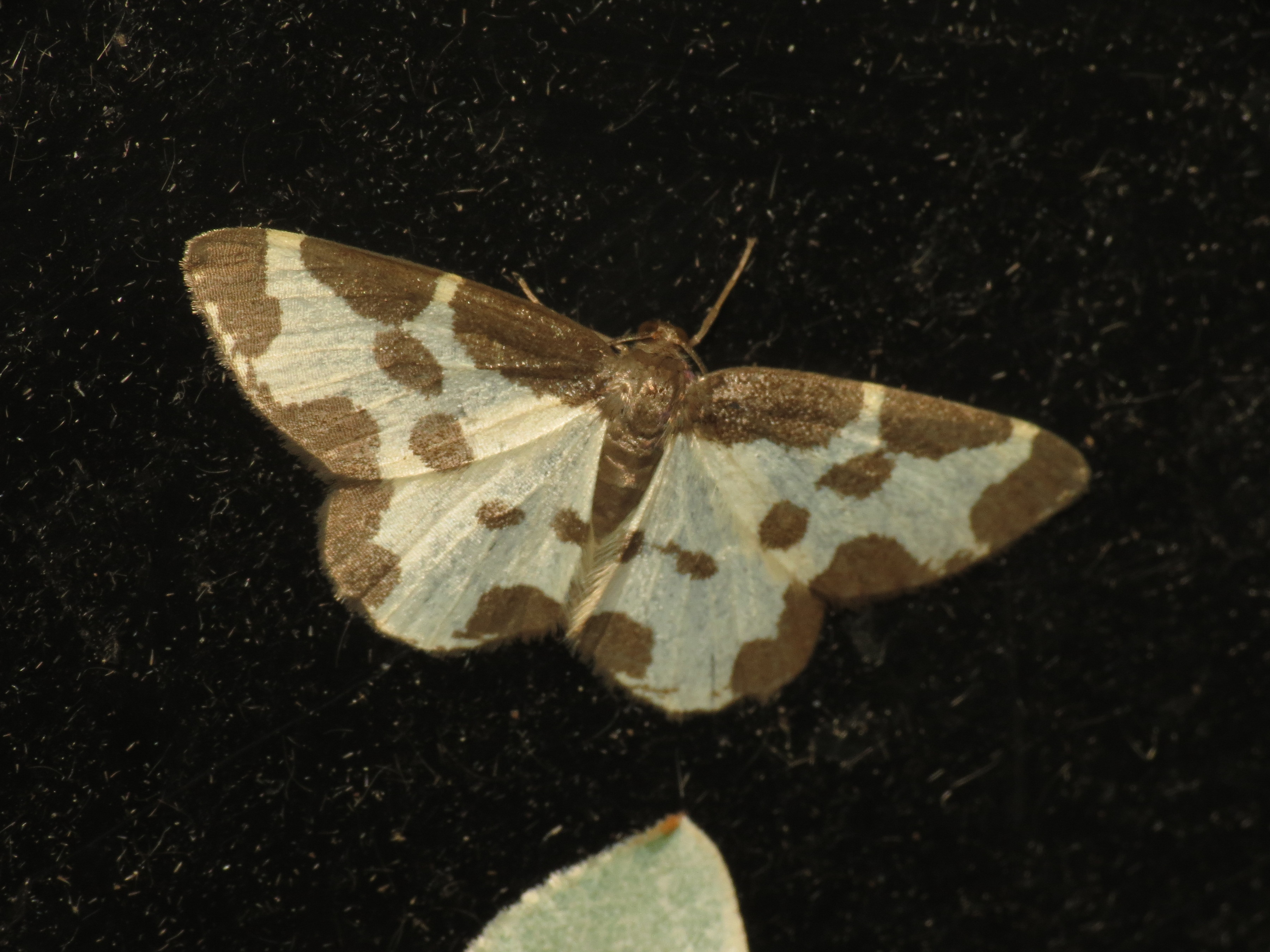
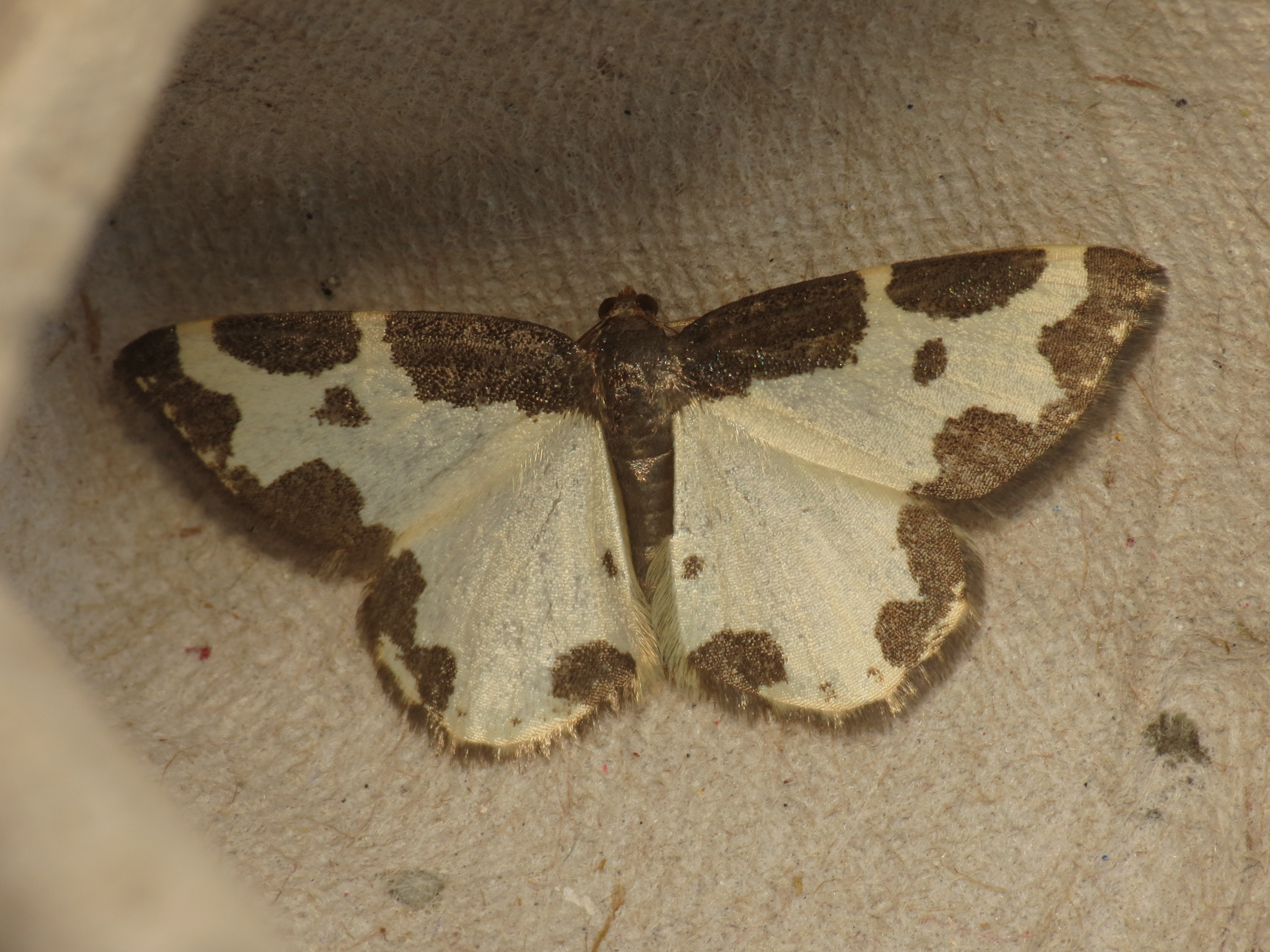

## Dottertaxa tillLomaspilis, i alfabetisk ordning[1][2]
- Lomaspilis albociliata
- Lomaspilis albomarginata
- Lomaspilis amurensis
- Lomaspilis andrearia
- Lomaspilis artoni
- Lomaspilis bithynica
- Lomaspilis brunnescens
- Lomaspilis conflua
- Lomaspilis demarginata
- Lomaspilis diluta
- Lomaspilis discocellularis
- Lomaspilis dumeei
- Lomaspilis hjordisi
- Lomaspilis hortulata
- Lomaspilis huenei
- Lomaspilis kumakurai
- Lomaspilis lacticolor
- Lomaspilis limbata
- Lomaspilis maculata
- Lomaspilis marginaria
- Lomaspilis marginata
- Lomaspilis mediofasciata
- Lomaspilis naevaria
- Lomaspilis nigrita
- Lomaspilis nigrofasciata
- Lomaspilis nigrosparsata
- Lomaspilis nigrounicolorata
- Lomaspilis opis
- Lomaspilis pollutaria
- Lomaspilis postalbata
- Lomaspilis semialbata
- Lomaspilis staphyleata
- Lomaspilis subdeleta
- Lomaspilis suffusa
- Lomaspilis wendlandtiata